# 가마 (열)

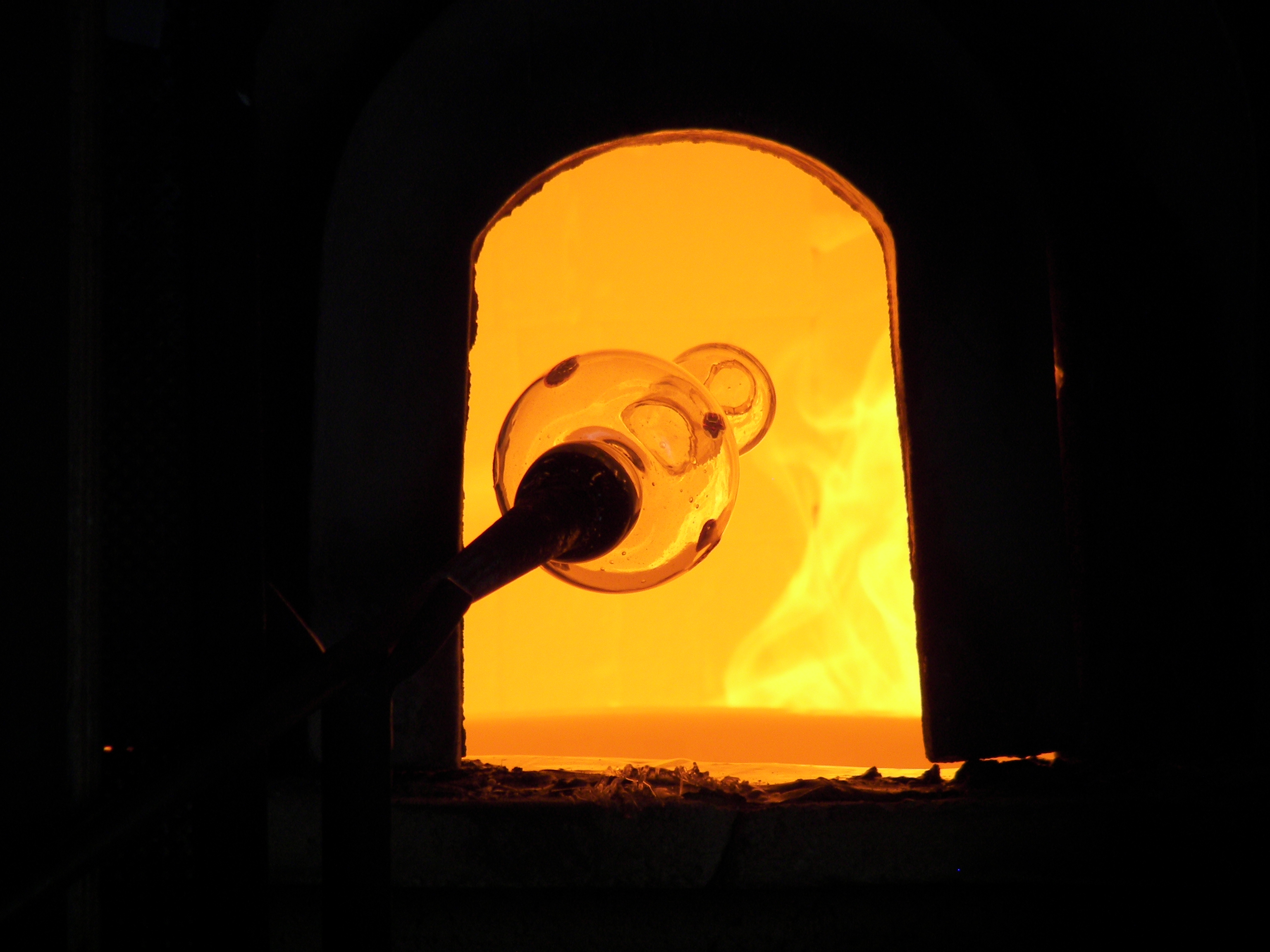
뜨거운 가마를 이용하여 유리 공예품을 만드는 모습

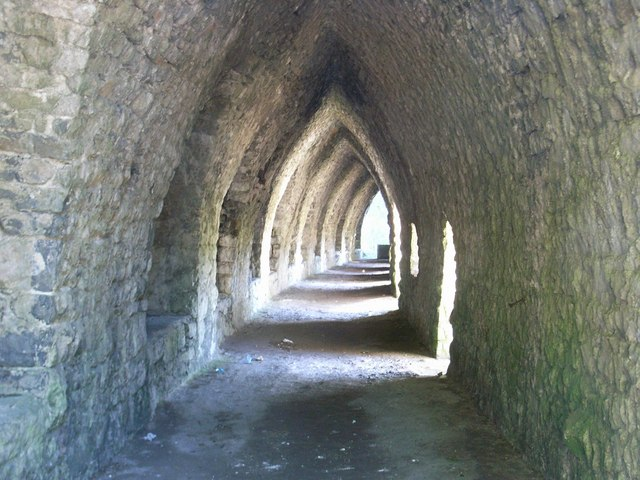
웨일스의 석회 가마 내부 통로

가마(Kiln)는 막힌 방에 뜨거운 열을 불어넣고 가둘 수 있도록 만들어 숯이나 도자기, 기와, 벽돌 따위를 구워 내는 오븐의 일종을 말한다. 주로 흙을 구워 물건을 만들기 위한 용도로 사용되었다.

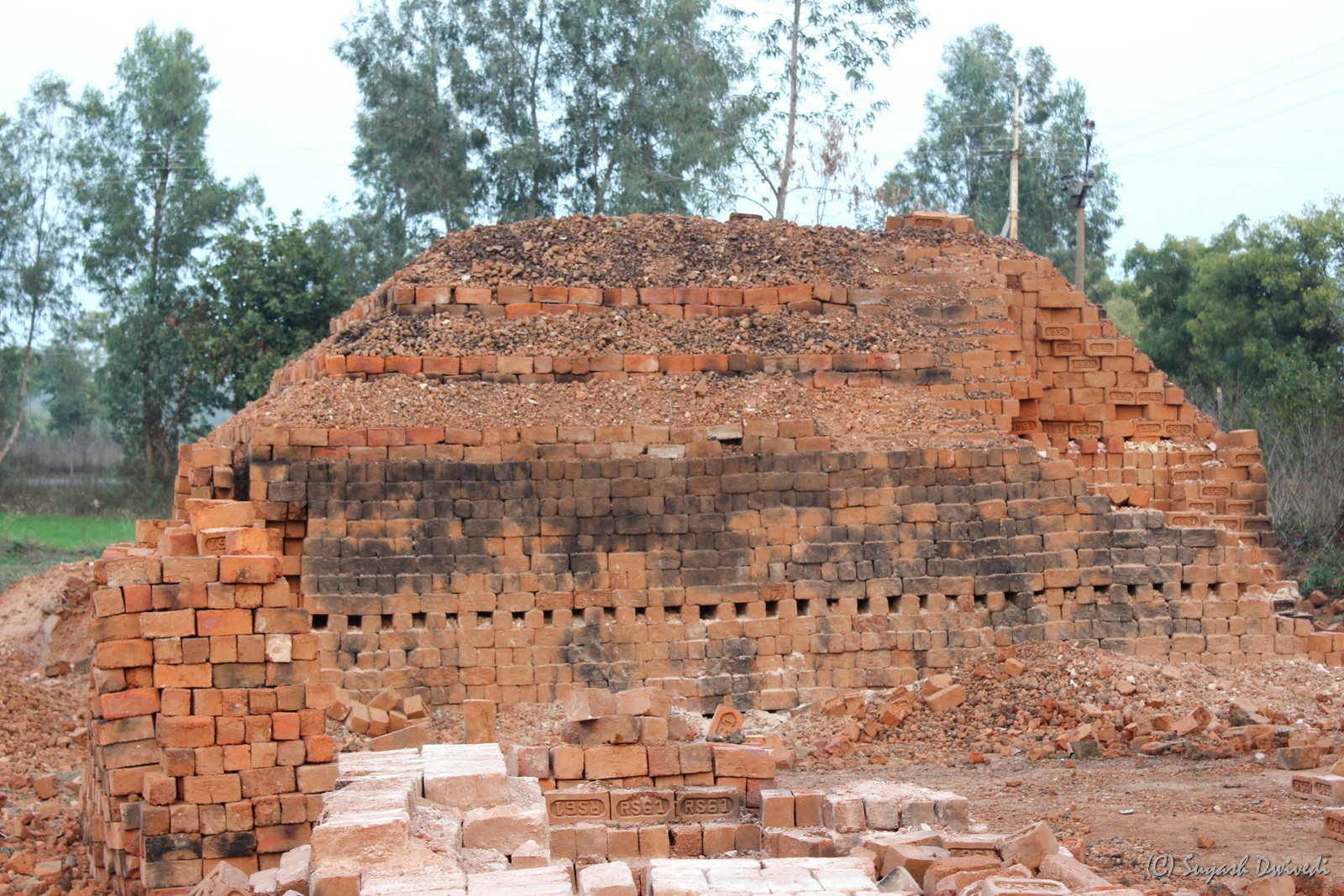
인도 벽돌가마

## 역사
선사 시대부터 점토로 만든 토우나 기물 등을 높은 온도로 구워 딱딱하고 오래 견딜 수 있게 만들어 썼으며, 처음에는 성형한 기물 등을 노천에 쌓아놓고 마른 풀이나 짐승의 똥으로 덮어 불을 피워 모닥물 정도의 불에 마른 풀등을 계속 얹어 구운 것이었다. 계속 풀이나 나무 잔가지 등으로 온도를 올려 가면서 열이 많이 낭비되는 소성법이다. 이 기물들은 주고 다량의 철을 함유한 저화도 소성용 점토로 만들어졌으며 어느 정도 딱딱하게 되었을 때 흙 등으로 덮어서 서서히 식힌다. 현재도 나이지리아에서 사용하는 방법으로서 ‘노천소성(open firing)’이라고 부른다.
이후에는 진흙이나 돌 등 천연재료로 밀폐된 공간을 만들고 장작으로 불을때는 아궁이와 굴뚝 따위로 만들었으나, 현대에는 전기, 가스를 이용한 것 등 다양한 형태가 있다.

## 한국의 전통 가마

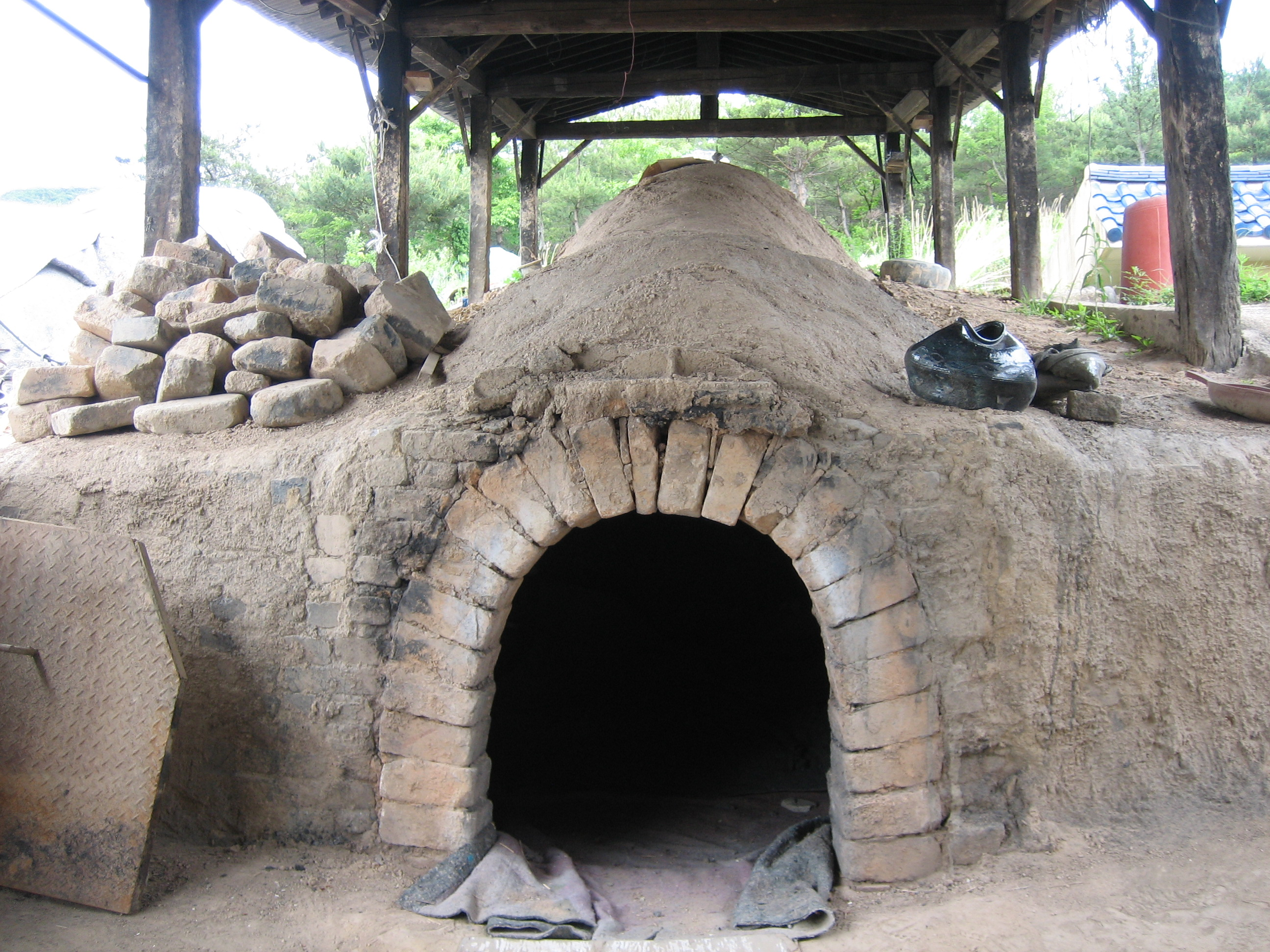
경주 민속공예촌에 있는 옹기 가마

토기는 수렵, 채집 생활에서 농경을 바탕으로 하는 정착생활로 전환하면서 식량을 저장하고 식수를 담아두는 용기가 필요하게 되면서 출현하였다.
대옹은 일반적으로 대형의 저장용기로 사용되는데, 저장용기로서의 본래의 기능과 달리 일부 지역에서는 옹관으로 사용되기도 했다. 대옹은 한강유역 및 중서부지역에서 3세기 초 중반 무렵에 등장했다.

### 지형
토기가마 축조에 적합한 지형은 다음과 같다.
- 토기생산에 필요한 점토가 있어야 한다.
- 자연적인 경사사면을 이용해 열효율을 높게해야 한다.
- 바람의 영향을 적게 받는 지형
- 단단한 지반이 필요하므로 풍화암반층
- 중소 하천인근에 인접하여 수원확보가 용이한 구릉지 사면
- 연료의 공급이 원활해야 하므로, 배후에 야산이 있어 연료림이 존재하는 곳
- 생산된 기물의 운반을 위해 운송이 용이한 지역

### 축조위치와 방법에 따른 분류
- 지하식 구조는 위쪽의 제한된 공간을 통해 연료가 투입되기 때문에 타다 남은 재가 쌓여 기물을 덮고, 연소과정에서 재의 배출이 곤란하기 때문에 연속적인 연료공급이 어려워지고 장시간 고화도의 소성을 기대할 수 없다. 그러나 화구를 제외한 대부분이 지하에 있어 화구와 연도만 폐쇄하면 외부공기를 완전히 차단할 수 있는 장점을 극대화하기 위한 구조이다.
- 반지하식 구조
- 지상식은 연료의 공급이 편리하나 바깥공기가 스며들어 산소 차단이 곤란하다.

### 구조
요전부(窯前部),아궁이, 소성부(燒成部), 연도부(煙道部), 폐기장(廢棄場)이 있다.
- 요전부는 가마 전면에 형성된 평탄한 공간으로 소성제품의 출납 및 임시적재 등을 위해 확보된 작업공간이다. 내부에는 폐기된 토기나 목탄, 소토 등이 퇴적되어 있다.
- 아궁이는 가마의 입구로 연료를 공급하고 기물의 출납이 이루어지기도 하는 통로에 해당한다. 연소부에 비해 폭을 좁게 만들어 밀폐에 용이하게 하였는데, 축조재료에 따라 무시설형과 화구적석요로 구분할 수 있다. 화구적석요는 화구 양측에 석재를 놓아 화구를 마감한 요형으로 경주 손곡동·물천리, 부산 삼계동·구산동, 대구 도원동 등 주로 신라시대 토기가마에서 발굴되었다. 화구부(火口部)
- 연도부는 생산기물의 소성으로 인하여 생긴 연기가 밖으로 빠져나가는 공간으로 오벽의 형태와 경사도를 기준으로 수직연도, 수평연도, 경사연도가 있다.
- 폐기장은 보통 연소부 전면에 있는 공간으로 전체 구조중 가장 낮은 곳에 있고 생산활동 중 생긴 각종 폐기물이 버려지는 공간으로 재, 토기편, 타고난 흙 들이 퇴적되어 있다.

### 규모
전체 가마 길이는 5 ~ 6 m가 보편적이고, 가마 너비는 1.4 ~ 1.8 m 정도이며, 열효율을 고려하여 가마의 길이와 너비는 서로 비례한다. 연소부 길이는 1 ~ 1.6 m 너비는 0.9 ~ 1.3 m 정도이며, 소성부 길이는 3 ~ 4.8 m, 너비는 1.4 ~ 1.8 m 정도이다.
가마의 경사도는 열효율과 관련이 있으며, 경사도가 너무 높으면 갑작스런 온도 상승으로 토기가 파손되거나, 경사도가 너무 완만하면 온도 상승이 제대로 되지 않은 경우가 많아 적정한 경사도를 유지하는데, 10 ~ 20 도 정도이다.
경기 남부지역의 토기가마는 대부분 연소부에서 소성부가 수평으로 연결되는 수평연소부 구조로 연소부와 소성부의 정확한 구분은 어려우나, 연소부와 소성부가 완만한 경사의 단으로 구분되거나 목탄의 범위와 바닥의 소성 정도를 통해 연소부의 범위를 대략 추정한다.
10년 정도 마다 땔나무가 부족해지면 다른 곳으로 이동한 곳이 많다.
토기를 받쳐놓은 도지미라고 부른다. 백제 가마터의 경우 3 ~ 5 칸으로, 전체길이는 21 m ~ 15 m 에 이른다.

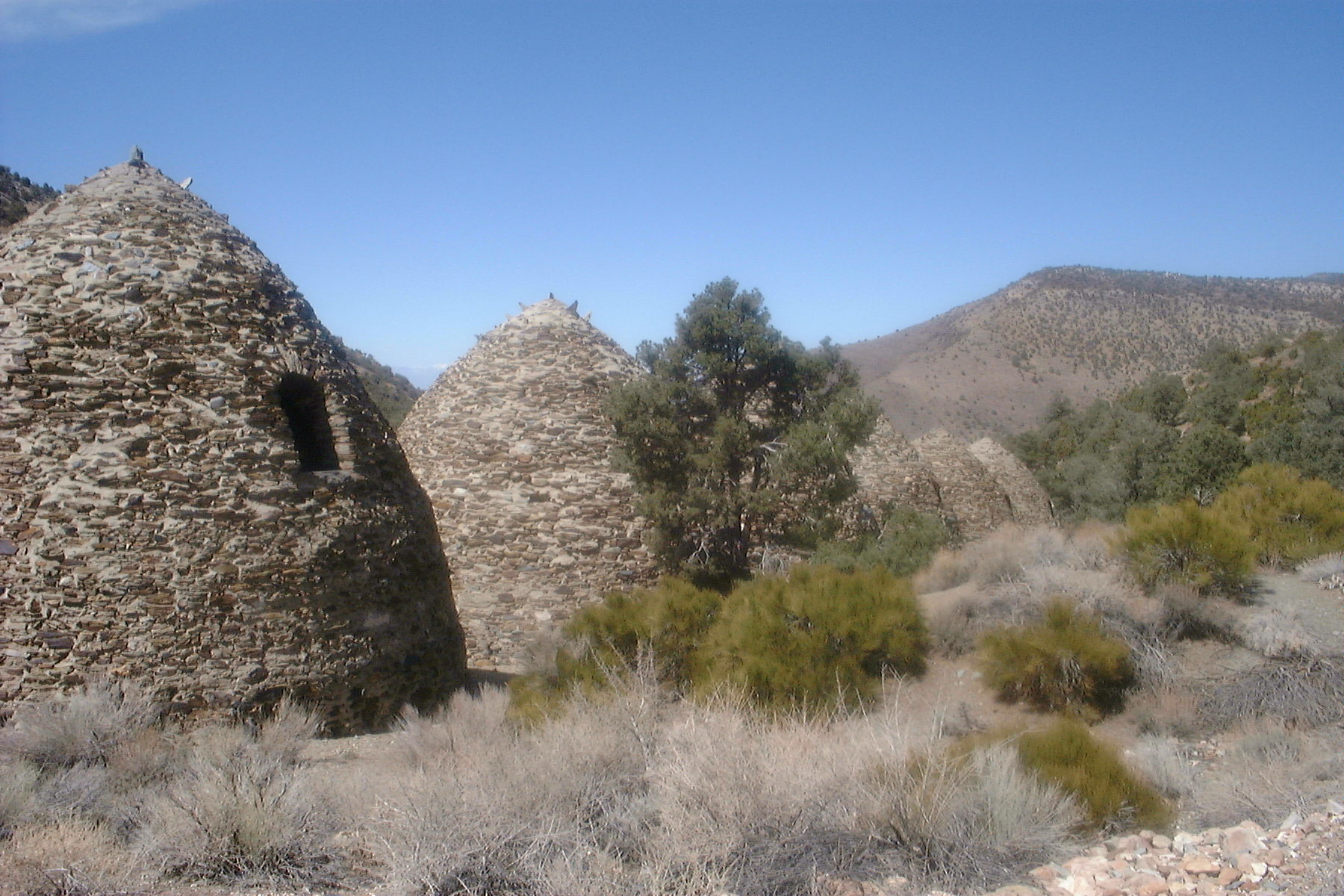
모하비 사막 파라민트 산맥에 있는 숯가마

## 목적
- 숯가마는 숯을 구워내는 가마를 말하며, 숯막(-幕)은 그 가마 옆에 지은 움막이다.
- 기왓가마는 기와를 구워내는 가마. 와요(瓦窯, tile kiln)
- 제련가마는 철광석에서 선철을 만드는데 쓰는 가마. 제련요(製鍊窯, smelting furnace)

## 종류
- 비탈가마(climbing kiln)는 열 효율을 높이기 위해 경사진 구릉에 설치한 가마. 산등성이 비탈길에 굴 모양으로 길게 만든 가마
- 실내가마는 밀폐된 공간을 실내에 만들어 고온으로 올려 토기나 도자기 등을 구울 수 있게 만든 시설. 실요(室窯, closed kiln)
- 한뎃가마는 땅에 얕은 구덩이를 파고 그 안에 불을 지펴서 토기를 굽던 선사 시대 토기 가마. 노천요(露天窯, open kiln)

## 기타
- 불가마는 불을 때서 벌겋게 단 가마. 나무를 때는 가마에서 나오는 원적외선을 이용한 사우나, 찜질방

## 같이 보기
- 오븐
- 전자레인지
- 난로
- 벽난로